# Wilhelm Schlötterer

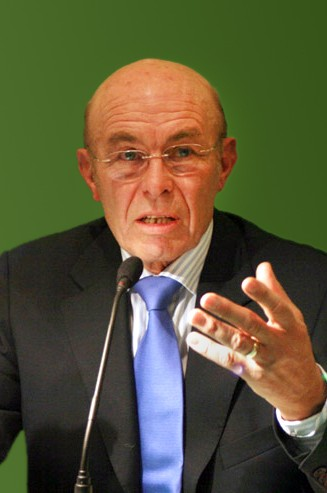
Wilhelm Schlötterer, 2009

Wilhelm Schlötterer (* 30. Oktober 1939 in Regensburg) ist ein deutscher Verwaltungsjurist und Buchautor. Während seiner Tätigkeit in der bayerischen Finanzverwaltung wies er, selbst seit 1975 CSU-Mitglied, auf Einflussnahmen von CSU-Spitzenpolitikern zugunsten von Prominenten und wohlhabenden Freunden in Steuerangelegenheiten hin, zum Beispiel zu Gunsten von Franz Beckenbauer.
Er versuchte wiederholt, mit behördeninternen Mitteln und mit Kontaktaufnahmen zum bayerischen Landtag dagegen vorzugehen. Dies brachte ihm erhebliche berufliche Nachteile ein, bis hin zu Strafverfahren und beamtenrechtlichen Disziplinarverfahren. Nach seinen Angaben ergab jedes dieser Verfahren, dass er sich rechtmäßig verhalten habe. Im Jahr 2009 veröffentlichte er ein Sachbuch, das zahlreiche der von ihm kritisierten damaligen Vorgänge detailliert beschreibt, woraufhin Max Strauß (Sohn von Franz Josef Strauß; † 1988) bzw. die drei Strauß-Kinder gemeinschaftlich einige Prozesse anstrebten (siehe unten).

## Leben
Schlötterer studierte Rechtswissenschaften an den Universitäten Berlin und Würzburg. Im März 1967 promovierte er in Würzburg zum Dr. iur. und trat 1968 in die bayerische Finanzverwaltung ein. Von 1973 bis 1974 war er Vertreter des Bayerischen Staatsministeriums der Finanzen an der Landesvertretung des Freistaates in Bonn. Nach seiner Rückkehr nach München wurde ihm 1974 bis 1978 die Leitung des Referats für Steuerfahndung, Steuerstrafrecht, Steuererlass, Abgabenordnung und Außensteuerrecht übertragen. In dieser Zeit war er mit anrüchigen Steuerfällen betraut, die sich im weiteren Verlauf zu spektakulären Affären ausweiteten. Sein Vorwurf lautet, Franz Josef Strauß habe gezielt in die Steuerermittlung Einfluss genommen, um befreundete Unternehmer zu begünstigen, indem er genehme Beamte einsetzte und in laufende Verfahren eingegriffen habe. Einer solchen Instrumentalisierung des Freistaats zu privaten Zwecken hat Schlötterer mit internen Beschwerden, Briefen und Petitionen an den Landtag entgegenzuwirken versucht. Daraufhin wurden fällige Beförderungen verweigert, es gab Straf- und Disziplinarverfahren gegen ihn und er wurde deshalb 1978 in das Referat Verteidigungslasten versetzt. Die Auseinandersetzungen mündeten Anfang der 1990er Jahre in der Aufdeckung der Amigo-Affäre. 1998 wechselte er als Generalbevollmächtigter zur Landeswohnungs- und Städtebaugesellschaft Bayern. Nach Erreichen der Altersgrenze wurde Schlötterer im Rang eines Ministerialrats pensioniert.
Er ist Vertretungsberechtigter Vorstand des Vereins Società Dante Alighieri Monaco di Baviera. Im Jahre 2004 wurde ihm der Orden des Sterns von Italien (Ordine della Stella d’Italia) in der Ordensklasse Commendatore verliehen.
Schlötterer wohnt in Pullach im Isartal.

## Bücher und Reaktionen
2009 legte er das Sachbuch Macht und Missbrauch vor, in dem er anhand dokumentierter Einzelfälle gegen den ehemaligen bayerischen Ministerpräsidenten Franz Josef Strauß und seine Nachfolger Max Streibl und Edmund Stoiber Vorwürfe der gezielten Einflussnahme in die Steuerermittlung erhebt.
Schlötterer behauptete in seinem Buch von einem Vermögen von rund 400 Millionen D-Mark, das Franz Josef Strauß hinterlassen habe. Im Zuge eines Prozesses, den daraufhin die Familie Strauß gegen ihn anstrengte, kamen im Juni 2012 Zeugenaussagen von Bankmitarbeitern aus München und Luxemburg an die Öffentlichkeit. Demnach soll das Erbe rund 300 Millionen Mark betragen haben, und der Sohn Max Strauß habe versucht, diese Summe 1992 in Form von Bargeld nach Luxemburg zu transportieren. Die Familie Strauß ließ diese Angaben umgehend als „baren Unfug“ dementieren.
Max Strauß zeigte Schlötterer an, klagte auf Unterlassung und gewann diesen Zivilprozess im Februar 2013 vor dem Landgericht Köln (Az. 28 O 773/11) in erster Instanz. Im Verlaufe der Verfahren wurden im Juni 2012 mehrere Zeugenaussagen öffentlich bekannt, die offenbar einige von Schlötterers zentralen Behauptungen stützen. Schlötterer legte gegen das Urteil Berufung ein. Das Oberlandesgericht Köln untersagte Schlötterer in einem Zivilverfahren eine Wiederholung der Äußerung, Strauß habe seinen Kindern 300 Millionen Mark vererbt.
Die Staatsanwaltschaft München beantragte beim Amtsgericht München den Erlass eines Strafbefehls gegen Schlötterer (Straftatbestand „Verunglimpfung des Andenkens Verstorbener“). Die zuständige Amtsrichterin lehnte dies ab, da ein hinreichender Tatverdacht nicht gegeben sei, und kritisierte die Arbeit der Staatsanwaltschaft. Diese habe Nachforschungen nur unzureichend betrieben und „trotz offensichtlich existierender und erreichbarer weiterer Beweismittel (…) nahezu keine eigenen Ermittlungen“ getätigt. Das Landgericht München I bestätigte den ablehnenden Beschluss der Amtsrichterin.
In seinem 2021 erschienenen Buch Staatsverbrechen – der Fall Mollath  thematisiert Schlötterer den Fall Gustl Mollath. Petra Morsbach hat dieses Buch und Schlötterers übrige Bücher ausführlich gewürdigt.

## Veröffentlichungen
- Der Übergang vom beratenden zum beschließenden Organ. Unter besonderer Berücksichtigung der Entwicklung der Parlamente. Dissertation, Würzburg 1967.
- Macht und Missbrauch. Franz Josef Strauß und seine Nachfolger. Aufzeichnungen eines Ministerialbeamten. Fackelträger, Köln 2009, ISBN 978-3-7716-4434-5. Aktualisierte Taschenbuch-Erstausgabe: Macht und Missbrauch. Von Strauß bis Seehofer. Ein Insider packt aus. Heyne, München 2010, ISBN 978-3-453-60168-0.
- Wahn und Willkür. Strauß und seine Erben oder wie man ein Land in die Tasche steckt. Heyne, München 2013, ISBN 978-3-453-20047-0.
- Staatsverbrechen – der Fall Mollath. Das vorsätzliche Verbrechen an Gustl Mollath zwischen Schwarzgeld-Millionen, Vertuschung und der Rolle der CSU. FBV (Finanzbuchverlag), München 2021, ISBN 978-3-95972-447-0 (Printausgabe), ISBN 978-3-96092-838-6 E-Book (PDF), ISBN 978-3-96092-839-3 E-Book (EPUB, Mobi)
- Raffgier, Filz und Klüngelei. Die geheimen finanziellen Machenschaften von Strauß, Kohl und Kirch. FBV (Finanzbuchverlag), München 2021, ISBN 978-3-95972-511-8.